# 잭해머 산탄총
잭해머(영어: Pancor Jackhammer)는 12 게이지, 가스 작동식의 전자동 산탄총이다. 미국 화기 디자이너인 존 앤더슨이 1984년부터 1987년까지 개발하였으나, 많은 수의 프로토타입 중, 두 개의 전자동 프로토파타입만이 만들어졌다. 그러나, 여러 가지 결점을 안은 채, 결코 생산되지 못했다. 다행히도 1990년대 중반에 다시 개량되어 지금의 잭해머 마크 3로 명명되었다.

## 대중문화
- 게임 밀크초코에서 MACSMASH라는 이름으로 등장한다.

## 같이 보기
- DAO-12
- USAS-12